# InterLiga 2006
La InterLiga 2006 es la tercera edición del torneo el cual reparte los últimos dos cupos de equipos mexicanos a la Copa Libertadores 2006.
El lugar de México 1 no se disputó ya que los Pumas de la UNAM ganaron los dos torneos disputados en el 2004, por lo que Pumas tomó el lugar de México 1.

## Clasificación Final 2004-05
| Po. | Equipo           | PJ | PG | PE | PP | GF | GC | Dif. | Puntos |               |
| --- | ---------------- | -- | -- | -- | -- | -- | -- | ---- | ------ | ------------- |
| 1   | Monarcas Morelia | 34 | 17 | 6  | 11 | 56 | 46 | 10   | 57     |               |
| 2   | Toluca           | 34 | 16 | 7  | 11 | 44 | 37 | 7    | 55     | Copa Concacaf |
| 3   | Monterrey        | 34 | 16 | 6  | 12 | 60 | 59 | 1    | 54     |               |
| 4   | Guadalajara      | 34 | 14 | 10 | 10 | 63 | 53 | 10   | 52     |               |
| 5   | Pachuca          | 34 | 14 | 10 | 10 | 50 | 46 | 4    | 52     |               |
| 6   | América          | 34 | 12 | 14 | 8  | 55 | 50 | 5    | 50     | Copa Concacaf |
| 7   | Necaxa           | 34 | 15 | 4  | 15 | 55 | 46 | 9    | 49     |               |
| 8   | Veracruz         | 34 | 14 | 7  | 13 | 42 | 58 | -16  | 49     |               |
| 9   | Tigres           | 34 | 12 | 11 | 11 | 62 | 46 | 16   | 47     |               |
| 10  | Cruz Azul        | 34 | 13 | 8  | 13 | 66 | 56 | 10   | 47     |               |

### Equipos Calificados
- América clasificó 6to, pero al obtener el título del Clausura 2005 tuvo que asistir a la Copa de Campeones CONCACAF, por lo que su lugar fue tomado por Tigres.

- Toluca clasificó 2do, pero al obtener el título del Apertura 2005 tuvo que asistir a la Copa de Campeones CONCACAF, por lo que su lugar fue tomado por Cruz Azul.

| Grupo A                     |  | Grupo B            |
| --------------------------- |  | ------------------ |
| C. A. Monarcas Morelia      |  | C. D. Guadalajara  |
| C. F. Monterrey             |  | C. Necaxa          |
| C. F. Pachuca               |  | Tigres U. A. N. L. |
| Tiburones Rojos de Veracruz |  | Cruz Azul F. C.    |

## Resultados
| Pos. | Equipo    | PJ | PG | PE | PP | GF | GC | Dif. | Puntos |
| ---- | --------- | -- | -- | -- | -- | -- | -- | ---- | ------ |
| 1    | Veracruz  | 3  | 2  | 0  | 1  | 5  | 4  | 1    | 6      |
| 2    | Monterrey | 3  | 1  | 2  | 0  | 5  | 4  | 1    | 5      |
| 3    | Pachuca   | 3  | 1  | 1  | 1  | 5  | 5  | 0    | 4      |
| 4    | Morelia   | 3  | 0  | 1  | 2  | 3  | 5  | -2   | 1      |

| Fecha               | Equipos              | Resultado | Estadio               | Ciudad             |
| ------------------- | -------------------- | --------- | --------------------- | ------------------ |
| 5 de enero de 2006  | Pachuca - Veracruz   | 2 - 3     | La Joya Stadium       | La Joya, Texas     |
| 5 de enero de 2006  | Monterrey - Morelia  | 2 - 2     | La Joya Stadium       | La Joya, Texas     |
| 8 de enero de 2006  | Morelia - Pachuca    | 1 - 2     | Pizza Hut Park        | Frisco, Texas      |
| 8 de enero de 2006  | Veracruz - Monterrey | 1 - 2     | Pizza Hut Park        | Frisco, Texas      |
| 11 de enero de 2006 | Morelia - Veracruz   | 0 - 1     | The Home Depot Center | Carson, California |
| 11 de enero de 2006 | Monterrey - Pachuca  | 1 - 1     | The Home Depot Center | Carson, California |

| Pos. | Equipo      | PJ | PG | PE | PP | GF | GC | Dif. | Puntos |
| ---- | ----------- | -- | -- | -- | -- | -- | -- | ---- | ------ |
| 1    | Tigres      | 3  | 2  | 0  | 1  | 10 | 7  | 3    | 6      |
| 2    | Guadalajara | 3  | 1  | 2  | 0  | 8  | 6  | 2    | 5      |
| 3    | Necaxa      | 3  | 1  | 1  | 1  | 4  | 4  | 0    | 4      |
| 4    | Cruz Azul   | 3  | 0  | 1  | 2  | 2  | 7  | -5   | 1      |

| Fecha               | Equipos                 | Resultado | Estadio               | Ciudad             |
| ------------------- | ----------------------- | --------- | --------------------- | ------------------ |
| 4 de enero de 2006  | Cruz Azul - Necaxa      | 0 - 1     | Reliant Stadium       | Houston, Texas     |
| 4 de enero de 2006  | Tigres - Guadalajara    | 3 - 5     | Reliant Stadium       | Houston, Texas     |
| 7 de enero de 2006  | Necaxa - UANL           | 2 - 3     | Pizza Hut Park        | Frisco, Texas      |
| 7 de enero de 2006  | Guadalajara - Cruz Azul | 2 - 2     | Pizza Hut Park        | Frisco, Texas      |
| 10 de enero de 2006 | Tigres - Cruz Azul      | 4 - 0     | The Home Depot Center | Carson, California |
| 10 de enero de 2006 | Necaxa - Guadalajara    | 1 - 1     | The Home Depot Center | Carson, California |

### Finales
| Fecha               | Equipos                | Resultado | Estadio               | Ciudad             |
| ------------------- | ---------------------- | --------- | --------------------- | ------------------ |
| 15 de enero de 2006 | Veracruz - Guadalajara | 1 - 2     | The Home Depot Center | Carson, California |

| Fecha               | Equipos            | Resultado     | Estadio               | Ciudad             |
| ------------------- | ------------------ | ------------- | --------------------- | ------------------ |
| 15 de enero de 2006 | Tigres - Monterrey | 2 - 1 (t. s.) | The Home Depot Center | Carson, California |

El ganador de la Final 2 toma el lugar de México 3, el ganador de la Final 1 es considerado campeón de la InterLiga y toma el lugar de México 2.